# Саяцькі рудники
Саяцькі рудники — гірничорудний комплекс у Карагандинській області Казахстану, створений для розробки групи мідних родовищ.
Копальні в районі Саяк з'явились ще в стародавні часи, і саме з огляду на ці відомості в 1930-му провели геологічний пошук, що привів до виявлення родовищ. Первісно їхні запаси вважались малими, проте під час розпочатих у 1939 році робіт із забезпечення магнетитовим флюсом Балхаського мідеплавильного заводу ресурси Саяцької групи вперше оцінили як значні.
Розробку почали вже у другій половині 20 століття, при цьому в підсумку створили гірничий комплекс із таких рудників:
- на родовищах Саяк І та Молдибай (невелика відокремлена зсувом південно-східна частина родовища Саяк І). У 1970-му тут у межах проведення розкривних робіт підірвали 43 тисячі тонн вибухівки, а в 1971-му стартував видобуток. Розробка велась кар'єрами «Північний», «Центральний» та «Південний», при цьому частину видобутої з Молдибай у 1984—1991 роках руди (а саме окиснену руду) складували у відвал. У підсумку глибина кар'єру «Центральний» сягнула 265 метрів, тоді як глибина південного кар'єру на Молдибай становила лише 57 метрів;
- на родовищі Саяк ІІ, що розроблялось зі спорудженням кар'єрів «Східний 1» та «Східний 3»;
- на родовищі Тастау, де видобуток провадився за допомогою кар'єрів «Тастау» та «Саяк ІІІ», які були введені у 1974 та 1975 роках відповідно та в підсумку досягнули глибин у 180 та 130 метрів.
До початку 2000-х запаси руди в проєктних контурах кар'єрів були випрацьовані. Враховуючи це, розробили пілотний проєкт підземного видобутку на ділянці між кар'єрами родовища Тастау, який стартував у 1998 році (при цьому у 2000-му відкритий видобуток на Тастау припинився). Підземний видобуток тут організували штольнею з дна кар'єру Тастау з наступною збійкою гірських виробіток з кар'єром Саяк ІІІ.
Зваживши на позитивні результати, з 2001-го також перейшли до підземної розробки на родовищі Саяк І з метою вилучення покладів між кар'єрами «Північний» та «Центральний», а також законтурних запасів.
Станом на початок 2021 року за родовищами Саяцької групи (враховуючи мідно-золоте Саяк IV) числилося 11 млн тонн балансових запасів руди, яка повинна містити 176 тисяч тонн міді та 4 тонни золота. За проєктом, роботи з їх доопрацювання мають вестись із затуханням ще 17 років, при цьому на Саяк IV планується спорудити шахтні стовбури «Вентиляційний 1», «Вентиляційний 2», «Вентиляційний-сліпий 1», «Вентиляційний-сліпий 2» та транспортний уклон, для Тастау запланований стовбур «Повітряподаючий 2» глибиною 117 метрів, а на Саяк І хочуть спорудити стовбур «Вентиляційний 3», «Повітряподаючий 3» та транспортний уклон.
Продукція рудників постачається залізницею на Балхаську збагачувальну фабрику.
З 1998 року правами на розробку родовищ групи Саяк володіє корпорація «Казахмис».